# HD206103
HD206103 — хімічно пекулярна зоря спектрального класу A0, що має видиму зоряну величину в смузі V приблизно  9,5.
Вона  розташована на відстані близько 647,1 світлових років від Сонця.

## Пекулярний хімічний склад
Зоряна атмосфера HD206103 має підвищений вміст 
Si
.